# Kix (Band)
Kix ist eine amerikanische Hard-Rock-Band aus Hagerstown, Maryland. Sie wurde 1977 unter dem Namen „The Shooze“ gegründet und benannte sich nach mehreren Besetzungswechseln 1980 in Kix um. Nach einer Wiedervereinigung 2003 existiert die Band bis heute.

## Geschichte
Im Dezember 1977 gründeten Ronnie „10/10“ Younkins (Gitarre) und Donnie Purnell (Bass) die Band The Shooze. Sie spielten mit Musikern aus Pittsburgh, Pennsylvania, zusammen. Da diese zu weit entfernt lebten, stieß der ortsansässige Gitarrist Brian „Demage“ Forsythe zur Band. Schlagzeug spielte Donnie Spence. Bald stieß auch Steve Whiteman zur Band. Die Band hatte ihn eingeladen, nachdem sie ihn mit seiner Soloband spielen sahen. Er sollte sich mit Donnie Spence als Schlagzeuger abwechseln und sie sollten beide singen. Dafür zog Steve Whiteman extra nach Hagerstown. 1979 wurde Donnie Spence durch Donnie Purnells alten Bandkollegen Jimmy „Chocolate“ Chalfant ersetzt. Zuerst benannte sich die Band in „The Generators“ um, da der Name „The Shooze“ bereits existierte. Daraufhin nahm die Band 1980 unter dem Namen „Kix“ bei Atlantic Records ihr Debütalbum auf, das 1981 veröffentlicht wurde. Bereits ein Jahr später verließ Ronnie Younkins aufgrund von Drogenproblemen die Band und wurde durch Brad Divens ersetzt. Nach nur einem Jahr kehrte er jedoch zurück. 1983 veröffentlichte die Gruppe ihr Album Cool Kids, das mit Platz 177 erstmals in die Billboard-Charts kam. Nach dem nächsten Album Midnite Dynamite ging es auf große Tour mit Aerosmith. 1988 verschlimmerte sich Ronnie Younkins Drogenproblematik derartig, dass er einen erfolgreichen Entzug machte. Mit dem Nachfolgealbum Blow My Fuse erlebte Kix einen Höhenflug. 850.000 Einheiten wurden davon abgesetzt, was auch der Single Don't Close Your Eyes zu verdanken war, und die Summe der Live-Auftritte erreichte die 1.000er-Marke. 1991 trat die Band dann unter anderem im The Marquee in New York City auf. 1993 verließ jedoch Brian Forsythe die Band. Auch die Zeit bei Atlantic war zu Ende. Nach dem Album $how Bu$ine$$ und einigen Querelen löste sich die Gruppe auf. 2003 ging sie jedoch wieder auf Tour. Von der Urbesetzung waren alle außer Donnie Purnell dabei. Dieser wurde durch Mark Schenker ersetzt.
Knapp 20 Jahre nach der Veröffentlichung von „Show Business“ erschien 2014 ihr Comeback-Album „Rock Your Face Off“. 2015 berichtete Forsythe, der selbst an Heroin- und Alkoholsucht gelitten hat, dass Ronnie Younkins erneut für zirka 2 Monate in einer Entzugsklinik sei. Er mache dort eine Auffrischung, da er einen Alkohol-Rückfall hatte. Weitere Aktivitäten der Band seien jedoch geplant. Aktuell ist die Band mit Gitarrist Bob Paré auf Tour, da Younkins nach Problemen mit der Polizei unter Hausarrest gestellt wurde. Im September 2021 erlitt Schlagzeuger Jimmy „Chocolate“ Chalfant einen Herzinfarkt. Bei der aktuellen Tour wird John Allen (u. a. SR-71) am Schlagzeug sitzen.

## Stil

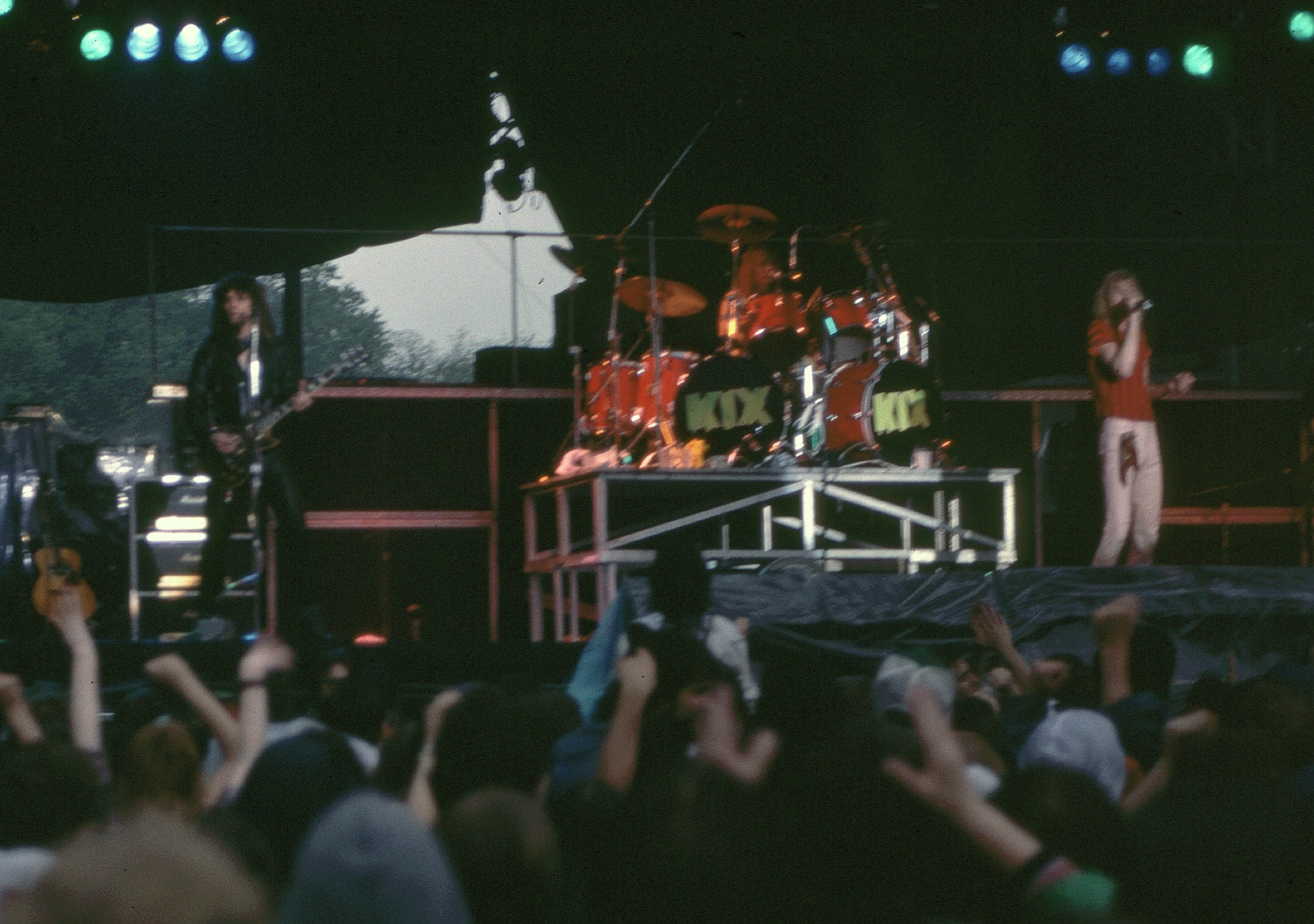
Kix (1983)

Matthias Herr beschreibt den Musikstil als Mischung aus AC/DC, Mötley Crüe und Kiss. Die Rock-Hard-Enzyklopädie weicht mit ihren Vergleichsbands nur leicht ab: AC/DC, Mötley Crüe und Ratt. Immer wieder wird AC/DC als Vergleich bemüht, wobei Georg Loegler im Break Out betont, dass der nasale Gesang und die Balladenkompetenz entscheidende Pluspunkte von Kix gegenüber AC/DC seien. Im Musikexpress werden bezüglich Hot Wire ebenfalls die variable Stimme Whitemans sowie das breitere musikalische Spektrum als Unterscheidungsmerkmale genannt. Zwei Jahre später wird in der Rezension des Live-Albums das Fehlen dieser Unterscheidungsmerkmale kritisiert. In dem Buch Kerrang! The Direktory of Heavy Metal von Neil Jeffries verglich er die Musik von Kix mit der von AC/DC, während der Gesang Cartoon-artig sei. Laut Tony Jasper und Derek Oliver in The International Encyclopedia of Hard Rock and Heavy Metal spiele die Band, basierend auf Atomic Bomb und Cool Kids, aggressiven Rock, vergleichbar mit der Musik von Riot und Kiss. Laut Martin Popoff in seinem Buch The Collector’s Guide of Heavy Metal Volume 2: The Eighties spiele die Band auf ihrem selbstbetitelten Album Metal, der für 1981 recht aggressiv war. Zudem strahle die Band eine Attitude aus, die mit der von Kiss oder Cheap Trick vergleichbar sei. Zudem sei das Album weitaus aggressiver als der Nachfolger Cool Kids. Das Album bezeichnete er als „Kiddie Metal“. Es sei weniger metallisch als der Vorgänger, man orientiere sich mehr an Rock ’n’ Roll, den man auch den Eltern vorspielen könne, ohne anzuecken. Midnite Dynamite gelinge es eine Brücke zwischen Kiss und Helix zu schlagen. Es sei Hard Rock zu hören, der langsam, dumm und sich seiner Chuzpe gewahr sei. Popoff bezeichnete die Musik als Mainstream, wobei die Musik etwa fünf Jahre in ihrer Entwicklung zurück sei. Blow My Fuse sei „Party Metal“ und aggressiver als die meisten melodischen Hard-Rock-Bands. Die Musik sei einfach, effektiv und komme auf den Punkt, wobei Einflüsse von AC/DC und L.A. Guns hörbar seien. Der Gesang sei mit dem von Helix und Metal Church vergleichbar. In The Collector’s Guide of Heavy Metal Volume 3: The Nineties bezeichnete Popoff die Musik auf Hot Wire als Blues Metal, der durch AC/DC beeinflusst wurde. Zudem gebe es nun keine melodischen Überraschungen mehr. Die Lieder auf Live könnten laut Popoff auch direkt von Powerage kommen, wobei die Musik wie Helix mit Harmonien klinge. Auf $how Bu$ine$$ seien Einflüsse aus Bluesrock, Glam Rock und Popmusik zu hören, wobei die Lieder wie perfekte Kopien von AC/DC klingen würden. Zudem gebe es wieder Party Metal, der wie „drittrangige Aerosmith“ klinge. Laut Charly Rinne vom Metal Hammer erinnere die Musik auf Midnite Dynamite sehr stark an die von Ratt, wobei Kix jedoch nie an diese herankommen würde. Laut Oliver Klemm vom Metal Hammer sei die Band auch auf Blow My Fuse weitgehend identitäts- und ideenlos, wobei die Gruppe des Öfteren an AC/DC erinnere. Auch auf Hot Wire liege der Vergleich laut Jörg Staude vom Metal Hammer zu AC/DC nahe, wobei Kix nur selten in komplizierte Songstrukturen verfalle. Laut Staude sei auf $how Bu$ine$$ Musik zu hören, die sich „mit Party Metal auf mittlerem AC/DC-Niveau beschreiben läßt, aber niemals ganz an die Klasse der oben Angesprochenen heranreicht“.
Alleiniger Texter der ersten Phase war Donnie Purnell, daher wiederholen sich hin und wieder Inhalte (Elektrizität und Explosionen kommen oft vor) oder einfach nur Lieblingsworte (Cool Kids, Cold Shower, Cold Blood, Cold Chills). Politische Aussagen wolle man vermeiden, der Spaß stehe im Vordergrund, erklärte Younkins seinerzeit.

## Diskografie

### Studioalben
| Jahr | Titel              | Höchstplatzierung, Gesamtwochen, AuszeichnungChartsChartplatzierungen (Jahr, Titel, Platzierungen, Wochen, Auszeichnungen, Anmerkungen) | Anmerkungen                              |
| Jahr | Titel              | US | Anmerkungen                              |
| ---- | ------------------ | --- | ---------------------------------------- |
| 1983 | Cool Kids          | US177 (8 Wo.)US | Erstveröffentlichung: 7. März 1983       |
| 1988 | Blow My Fuse       | US46 Platin · (60 Wo.)US | Erstveröffentlichung: 12. September 1988 |
| 1991 | Hot Wire           | US64 (11 Wo.)US | Erstveröffentlichung: 9. Juli 1991       |
| 2014 | Rock Your Face Off | US49 (2 Wo.)US | Erstveröffentlichung: 5. August 2014     |

Weitere Alben
- 1981: Kix
- 1985: Midnite Dynamite
- 1989: Blow My Fuse: The Videos (Videosammlung)
- 1993: Live
- 1995: $how Bu$ine$$
- 2002: The Essentials
- 2004: Thunderground
- 2006: Rhino Hi-Five
- 2012: Live In Baltimore

### Singles
| Jahr | Titel Album                        | Höchstplatzierung, Gesamtwochen, AuszeichnungChartsChartplatzierungen (Jahr, Titel, Album, Platzierungen, Wochen, Auszeichnungen, Anmerkungen) | Anmerkungen                       |
| Jahr | Titel Album                        | US | Anmerkungen                       |
| ---- | ---------------------------------- | --- | --------------------------------- |
| 1989 | Don’t Close Your Eyes Blow My Fuse | US11 Gold · (23 Wo.)US | Erstveröffentlichung: August 1989 |

Weitere Singles
- 1983: Body Talk
- 1985: Midnite Dynamite
- 1985: Cold Shower
- 1989: Get It While It's Hot
- 1989: Cold Blood
- 1989: Blow My Fuse
- 1991: Girl Money